# Nya Pendé
Nya Pendé er et af de fem departementer, som udgør regionen Logone Oriental i Tchad.
7°55′33″N 16°38′04″Ø / 7.9258°N 16.6344°Ø